# Frontière entre la Colombie et le Venezuela
La frontière entre la Colombie et le Venezuela est la frontière séparant la Colombie et le Venezuela.

## Caractéristiques
La frontière entre la Colombie et le Venezuela s'étend sur 2 219 km, séparant 7 départements colombiens (La Guajira, Cesar, Norte de Santander, Boyacá, Arauca, Vichada et Guainía) de 5 États vénézuéliens (Zulia, Táchira, Apure, Bolívar et Amazonas). En de nombreux endroits des fleuves servent de frontière naturelles, tels les ríos de Oro, Arauca, Casanare et Negro (ou Guainía).
La frontière maritime n'a pas été fixée par le traité López de Mesa-Gil Borges et fait l'objet d'un différend entre les deux pays.

## Historique
La frontière terrestre est fixée par le traité López de Mesa-Gil Borges, signé à Cúcuta le 5 avril 1941.
Le 19 août 2015, à la suite d'une embuscade dans laquelle trois militaires et un civil sont blessés, le président du Venezuela Nicolás Maduro ordonne la fermeture pour 72 heures d'une portion de la frontière avec la Colombie, dans le nord-ouest du Venezuela, au niveau de San Antonio del Táchira et d'Ureña. Selon Maduro, l'attaque s'est déroulée alors que les militaires « s'apprêtaient à combattre cette mafia de (contrebandiers) paramilitaires qui viennent de Colombie », demandant alors « toute la coopération des autorités colombiennes pour l'identification et l'arrestation des assaillants », « au cas où ceux-ci seraient passés en territoire colombien ». Au terme des 72 heures, Maduro décide de fermer indéfiniment la partie de la frontière et décrète l'état d'exception pour au moins 60 jours dans plusieurs villes de l'ouest du pays. Cette décision unilatérale de Caracas, qui attise les tensions entre les deux pays, est alors déplorée par le président colombien Juan Manuel Santos. Ce dernier plaide pour davantage de collaboration entre la Colombie et le Venezuela afin de lutter plus efficacement contre les activités de guérilleros, de paramilitaires, de trafiquants de drogue et de contrebandiers.